# Штрассер, Грегор
Гре́гор Штра́ссер (нем. Gregor Strasser; 31 мая 1892 — 30 июня 1934) — один из основателей и лидеров левого крыла НСДАП. Один из идеологов направления нацизма, которое называют «штрассеризм». Убит СС во время «ночи длинных ножей». Старший брат Отто Штрассера.

## Ранние годы
Грегор Штрассер родился в Гайзенфельде, Бавария, в католической семье, его отец был юристом. Он вырос вместе со своим братом Отто. Грегор учился в местной гимназии и после выпуска с 1910 по 1914 год проходил обучение на фармацевта, учился в Мюнхенском университете.

### Первая мировая война
После начала Первой мировой войны Штрассер бросил учебу в Мюнхенском университете и отправился добровольцем в Германскую императорскую армию. Он служил в 1-м Баварском полку полевой артиллерии, дослужился до звания обер-лейтенанта и награждён Железным крестом 1-го и 2-го класса за храбрость.
После окончания войны в 1918 году Штрассер продолжил учиться на фармацевта, но уже в университете Эрлангена-Нюрнберга. В 1919 году он сдал экзамен на фармацевта и стал владельцем небольшой аптеки в Ландсхуте, Бавария.

### Участие в фрайкоре
В 1919 году братья Штрассеры присоединились к правому фрайкору во главе с Францем Риттером фон Эппом. Целью фрайкора было подавление Баварской советской республики. Грегор командовал штурмовым батальоном «Нижняя Бавария», а молодой Генрих Гиммлер стал адъютантом Штрассера в батальоне. Штрассер был известен в фрайкоре своими организаторскими талантами. К марту 1920 года Штрассер и его фрайкор были готовы участвовать в Капповском путче, тогда как его брат Отто стал более левым и наоборот помогал бороться с правым государственным переворотом Вольфганга Каппа и защищали Веймарскую республику.

## Карьера в НСДАП

### Нацистский активист
К 1920 году Штрассер и его фрайкор объединились с ультраправой НСДАП, в которой уже состоял Адольф Гитлер, с штаб-квартирой в Мюнхене. Осенью 1922 года Штрассер официально стал членом НСДАП и СА. Лидерские качества Штрассера вскоре проявились и в партийной организации, и он был назначен региональным руководителем СА в Нижней Баварии. В ноябре 1923 года он принял активное участие в Пивном путче, попытке государственного переворота Гитлера и Людендорфа. Штрассера судили вместе с другими путчистами, признали виновным в пособничестве и подстрекательстве к государственной измене и 12 мая 1924 года его приговорили к 15 месяцам тюремного заключения и небольшому штрафу.
Спустя несколько недель после приговора Штрассера избрали депутатом на майских выборах 1924 года в Баварский ландтаг по списку народно-социального блока — ультраправой коалиции Немецкой народной партии свободы и созданного нацистами после запрета НСДАП национал-социалистического освободительного движения. Штрассер выиграл выборы в Пфальце. Как следствие, он получил депутатскую неприкосновенность и был освобожден из тюрьмы. Через полгода Штрассер одержал победу на декабрьских выборах в Рейхстаг 1924 года. Штрассер стал одним из 14 депутатов Рейхстага от национал-социалистического освободительного движения (наследник НСДАП в период её запрета). Он представлял избирательный округ от Северной Вестфалии. В Веймарской республике действовала смешанная пропорционально-мажоритарная избирательная система, в которой депутаты по партийному списку могли избираться по множеству многомандатных округов.
В 1924 году Штрассер продал свою аптеку и стал издавать «Берлинская рабочая газета» (Berliner Arbeiterzeitung), редактором которой стал его брат Отто Штрассер.
После восстановления НСДАП Адольфом Гитлером 26 февраля 1925 года национал-социалистическое освободительное движение влилось в восстановленную партию, а Штрассер стал первым гауляйтером Нижней Баварии. Штрассер оказался перегружен работой, поэтому он начал искать помощника. Помощником Штрассер назначил своего личного секретаря Генриха Гиммлера, которому было поручено расширить НСДАП в Нижней Баварии. На место же своего секретаря Штрассер назначил подающего надежды молодого Йозефа Геббельса, которого он также назначил заместителем главного редактора в своей газете «Кампфферлаг».
В декабре 1926 года гау Штрассера объединилось с гау Верхнего Пфальца, и Штрассер возглавил расширенное гау. После гау снова разделили, и 1 октября 1928 года гау Верхний Пфальц была передана Адольфу Вагнеру, а Штрассер продолжал оставаться гауляйтером Нижней Баварии до 1 марта 1929 года.

### Лидер НСДАП
Штрассер был представителем социалистического крыла НСДАП. Опираясь на социалистические ожидания низших классов, он значительно поднял популярность партии, превратив её из маргинальной организации в общенациональную партию: с 1925 по 1931 количество членов увеличилось с 27 тыс. до 800 тыс.

Из-за запрета на публичные выступления, наложенного на Гитлера многими землями, Штрассер был уполномочен Гитлером представлять НСДАП на севере Германии. С 1925 года Штрассер пользовался льготами как член Рейхстага; он использовал депутатское право на бесплатные железнодорожные путешествия для агитации в северной и западной Германии, назначая гауляйтеров, создавая партийные отделения и выступая с речами (в отличие от Гитлера, Штрассер, как депутат Рейхстага, обладал депутатской неприкосновенностью и земли не могли запретить ему выступать). Его усилия помогли НСДАП настолько, что уже к концу 1925 года существовало около 272 местных отделений НСДАП по сравнению с 71, существовавшим до Пивного путча. Штрассер в своей агитации опирался на социалистическую часть программы национал-социализма, пример его речи в Рейхстаге от ноября 1925 года:
Мы, национал-социалисты, хотим экономической революции, включающую национализацию экономики... Мы хотим вместо эксплуататорской капиталистической экономической системы настоящий социализм, поддерживаемый не бездушным еврейским материализмом, а верующим, жертвенным и бескорыстным старым немецким общинным духом, общинной целью и экономическим чутьём. Мы хотим социальную революцию, чтобы осуществить национальную революцию.
Зарубежная организация НСДАП была сформирована по инициативе Штрассера. Кроме этого, он также основал Национал-социалистическую рабочую ассоциацию 10 сентября 1925 года. Это была группа из десятка северных и западных гауляйтеров НСДАП, которые придерживались более «социалистических» идей национал-социализма и стремились повысить привлекательность партии для рабочего класса в крупных промышленных городах Германии.
Геббельс и Штрассер, как представители левого крыла партии, часто спорили с Гитлером, а на одной из партийных конференций Геббельс, поддержав Штрассера, заявил: «мелкий буржуа Адольф Гитлер должен быть исключён из партии».
Зимой с 1925 по 1926 год Геббельс и Штрассер составили пересмотренную, более левую версию 25 пунктов программы НСДАП, которая вызвала гнев Гитлера. Чтобы напрямую обсудить предложения по пересмотру программы, Гитлер созвал встречу баварском городе Бамберг 14 февраля 1926 года. Геббельс и Штрассер отправились туда в надежде убедить Гитлера в пересмотре программы. Однако на Бамбергской конференции Гитлер раскритиковал идеи левого крыла и связал их с большевизмом. Кроме этого, Гитлер заявил о «неизменности» 25 пунктов программы НСДАП, потому что именно за неё погибали сторонники партии во время пивного путча. Подобное шокировало Штрассера и Геббельса. После этого Гитлер ультимативно потребовал согласиться с его решениями и признать его роль как беспрекословного фюрера НСДАП: Штрассер подчинился. После этого Гитлер потребовал у Штрассера распустить национал-социалистическую рабочую ассоциацию как раскольническую, Штрассер и тут покорился.
Устранив разногласия в партии на основе принципа фюрерства, Гитлер назначил лидером СА одного из ключевых членов группы Штрассера, Франца Пфеффера фон Саломона. Кроме этого, Гитлер назначил Штрассера ответственным за отдел пропаганды в НСДАП. Таким образом, в дополнение к своим обязанностям гауляйтера, с 16 сентября 1926 года по 2 января 1928 года Штрассер стал руководителем НСДАП по пропаганде (Reichspropagandaleiter). Гитлер в это же время начал переманивание главного помощника Штрассера — Геббельса — на свою сторону. Геббельс довольно скоро перешел на сторону Гитлера, и он был назначен гауляйтером Берлина вместо Эрнста Шланге, сторонника братьев Штрассеров.
Между 1928 и 1932 годами Гитлер передал общенациональную организационную работу НСДАП Штрассеру, чьи навыки лучше подходили для этой задачи, поскольку Гитлер не интересовался организационными вопросами и предпочитал уделять внимание идеологии. 18 декабря 1931 года Гитлер присвоил Штрассеру звание группенфюрера СА, а в 1932 году Штрассер также стал редактором нескольких двухнедельных и ежемесячных нацистских новостных газет. В июне 1932 года Штрассер был назначен рейхляйтером по организации и председателем Оргкомитета НСДАП (Organisationsableitung). В итоге Штрассер эффективно централизовал организационную структуру партии. В ходе реорганизаций Штрассер изменил границы гау НСДАП, чтобы они больше соответствовали официальным административным границам, а также увеличил полномочия гауляйтеров в рамках их гау. Штрассер реорганизовал как региональную структуру партии, так и ее вертикаль управления. Партия стала отлаженной централизованной организацией с обширным пропагандистским механизмом. На парламентских выборах 1928 года Штрассера избрали депутатом Рейхстага от Франконии. Хотя тогда на этих выборах партия и получила всего 2,6% голосов, НСДАП уже была организованной структурой, которая после начала Мирового экономического кризиса смогла провести успешную агитационную кампанию и расширить свою электоральную базу. В результате парламентских выборов 1930 года НСДАП стала второй по величине партией в Рейхстаге, получив 18,3% голосов. Созданный Штрассером эффективный партийный аппарат стал одной из причин успеха нацистов на выборах, который они смогли развить до 37,3% к июльским парламентским выборам 1932 года. НСДАП стала самой популярной партией в Веймарской республике.

### Конфликты с Гитлером
Великая депрессия сильно повлияла на Германию, и к 1930 году наблюдался резкий рост безработицы. В это время братья Штрассеры начали издавать новую региональную ежедневную газету в Берлине: «Национал-социалист» (Nationaler Sozialist). Как и другие издания под контролем левого крыла НДСАП, газета передавала их собственный бренд нацизма, в который, кроме национализма и антизападничества, входили и антикапитализм с социалистическими реформами. Геббельс жаловался Гитлеру на конкурирующие газеты Штрассера и признавал, что их успех приводит к тому, что его собственные берлинские газеты «прижимаются к стенке». В конце апреля 1930 года Гитлер опять поссорился с Грегором Штрассером, осудил его социалистические наклонности и сместил его с поста руководителя пропаганды НСДАП. На место Штрассера Гитлер назначил Геббельса — теперь Геббельс был руководителем пропаганды НСДАП.
2 мая 1930 года Геббельс запретил вечерний выпуск газеты «Национал-социалист». К концу июня Штрассер отказался от должности издателя «Nationaler Sozialist». К июлю брат Грегора, Отто Штрассер не выдержал такого давления на социалистическое крыло: Отто выпускает листовки «социалисты покидают НСДАП», выходит из партии и создает Черный фронт (Schwarze Front), куда призвал вступить все социалистические и революционные элементы из НСДАП. Однако Грегор Штрассер не поддержал брата и дистанцировался от него. В результате почти всё социалистическое крыло осталось в НСДАП, так как один из его главных лидеров, Грегор Штрассер, не поддержал раскол. Отто Штрассер не имел организационного таланта брата, чтобы превратить новое движение в эффективную организацию, которая могла бы соперничать с НСДАП, поэтому Черный фронт остался маргинальной организацией.
Несмотря на занимаемые посты, Штрассер постоянно ссорился с Гитлером, в частности, расходился в вопросах расовой политики. Когда в июле 1932 года нацисты победили на выборах в рейхстаг, Гитлер отказался принять предложенный ему пост вице-канцлера, не дававший ему почти никакой реальной власти и способный скорей оттолкнуть избирателей от партии. Это вызвало сильное раздражение Штрассера, считавшего, что можно будет парализовать деятельность коалиционного правительства и добиться смены кабинета в пользу нацистов.
В результате Гитлер назначил главой парламентской фракции не Штрассера, как он изначально собирался, а Германа Геринга. Штрассер был оскорблён. Когда в декабре 1932 года глава правительства Курт фон Шлейхер предложил Штрассеру пост вице-канцлера, он согласился. За это Гитлер обвинил Штрассера в попытках расколоть партию. В ответ на это Штрассер ушел в отставку со всех партийных постов 8 декабря 1932 года, всего за 7 недель до назначения Гитлера канцлером. Штрассер решил не добиваться раскола левого крыла НСДАП, бросил всё и уехал на отдых в Италию, в результате чего потерял всё своё влияние в партии. Это позволило Гитлеру консолидировать партию перед лицом Франца фон Папена, Курта фон Шлейхера и рейхспрезидента Пауля фон Гинденбурга. Когда их надежды на раскол в НСДАП оказались разрушены, единственным выходом казалось уступить Гитлеру и назначить его рейхсканцлером. В итоге Гитлер расправиться с левым крылом НСДАП в ночь длинных ножей.
После отставки Штрассера его место заместителя Гитлера занял Рудольф Гесс в должности «заместитель фюрера», а заведующим организационным отделом НСДАП Гитлер назначил Роберта Лея. В марте 1933 года Штрассер сдал свой депутатский мандат в Рейхстаге и решил уйти из политики и заняться фармацевтикой. Незадолго до своей гибели Штрассер почти помирился с Гитлером: тот вручил Штрассеру золотой партийный знак НСДАП и партийный билет № 9 и рассматривал в качестве кандидатуры на пост министра внутренних дел.

9 декабря 1932 года через день после своей отставки Штрассер в частной переписке писал:
Доктор Мартин, я человек, отмеченный смертью. Мы долго не сможем видеться, и в ваших же интересах больше сюда не приходить. Что бы ни случилось, запомните мои слова: отныне Германия находится в руках: австрийца-прирожденного лжеца [Гитлер]; бывшего офицера-извращенца [Геринг] и косолапого [Геббельс]. И я уверен, что последний — худший из всех них. Это Сатана в человеческом обличье».

## Гибель
Гиммлер и Геринг, находившиеся во враждебных отношениях со Штрассером, при молчаливом невмешательстве Гитлера приняли решение о его ликвидации. В «ночь длинных ножей» Гитлер расправился с левым крылом НСДАП, идеи которого были широко популярны среди Эрнста Рёма и СА, и уже ушедшим из политики Грегором Штрассером. Грегор Штрассер был арестован и застрелен прямо в тюремной камере 30 июня 1934 года, но он умер не сразу. Обергруппенфюрером СС Рейнхард Гейдрих приказал дать Штрассеру умереть от потери крови, в результате чего Штрассер умирал целый час. При этом официально было объявлено о его самоубийстве. Его брат Отто Штрассер эмигрировал из Германии в 1933 году.

## Отрывки речей Грегора Штрассера
Идеи в речах Штрассера представляют собой левый национал-социализм, где левые лозунги сочетались с анти-эгалитаризмом. Отрывки из некоторых его речей:
Мы пониманием, что капиталистическая система с ее эксплуатацией экономически слабых, с её кражей труда рабочих, с её безнравственной оценкой людей по размеру собственности и деньгам, а не по благородству и делам, должна быть заменена новым, справедливым экономическим порядком — немецким социализмом! [25 июня 1925 года].
Дух нашей национал-социалистической идеи должен сломить дух либерализма и ложной демократии, если мы хотим создать Третий Рейх! Глубоко познав органическую жизнь, мы осознали, что ложная вера в равенство людей — это смертельная угроза, с помощью которой либерализм уничтожает народ, нацию, культуру и мораль, вторгается в самые глубокие уровни нашего бытия! Мы должны с фанатичным рвением отринуть часто встречающуюся ложь, что люди якобы в своей основе равны и что они якобы равны в своем влиянии в государстве и якобы равны в своей власти на него! Люди неравны: они неравны с рождения, становятся еще более неравными по мере жизни и поэтому они должны оцениваться неравно по своему положению в обществе и государстве! [15 июня 1926 года].

## Образ Грегора Штрассера в кино
- «Гитлер: Восхождение дьявола» / «Hitler: The Rise of Evil» (Канада, США; 2003) режиссёр Кристиан Дюге, в роли Грегора Штрассера — Вольфганг Мюллер.